# Pentaschistis malouinensis
Pentaschistis malouinensis là một loài thực vật có hoa trong họ Hòa thảo. Loài này được (Steud.) Clayton mô tả khoa học đầu tiên năm 1969.